# Nagiella hortulatoides
Nagiella hortulatoides är en fjärilsart som beskrevs av Munroe 1976. Nagiella hortulatoides ingår i släktet Nagiella och familjen Crambidae. Inga underarter finns listade i Catalogue of Life.